# Biskupija
Biskupija és un poble i municipi del comtat de Šibenik-Knin, Croàcia. La seu del municipi és el poble d'Orlić. Juntament amb el croat, que és oficial a tot el país, la llengua serbi i l'alfabet ciríl·lic serbi són cooficials al territori del municipi.